# Call of Duty: Black Ops Cold War
Call of Duty: Black Ops Cold War ― відеогра шутер від першої особи, розроблена Treyarch і Raven Software та видана Activision. Це шоста частина в серії Black Ops та сімнадцята у загальній серії Call of Duty. Є прямим продовженням Call of Duty: Black Ops. Реліз відбувся 13 листопада 2020 року на платформах PC, Xbox One, PlayStation 4, а вихід на консолях нового покоління PlayStation 5, Xbox Series X заплановано пізніше.
Розкриття кампанії гри відбулося 26 серпня 2020 року, а її багатокористувацький режим відкритий 9 вересня.
Події Black Ops Cold War відбуваються на початку 1980-х років «холодної війни». Кампанія відбувається за оперативником ЦРУ Расселом Адлером, коли той переслідує нібито радянського шпигуна Персея, заявленою метою якого є підкорення Сполучених Штатів та зміщення балансу сил в бік Радянського Союзу.

## Сюжет
Основні дії гри відбуваються в 1981 році, між подіями Black Ops і Black Ops 2. Також деякі епізоди гри відбуватимуться в 1968 році, під час війни у В'єтнамі. Президент Рональд Рейган дізнається про радянського шпигуна Персея, який прагне порушити баланс сил і змінити хід історії. Для припинення його діяльності був створений загін під керівництвом агента ЦРУ Рассела Адлера, куди входять персонажі попередніх частин Black Ops: Алекс Мейсон, Френк Вудс і Джейсон Хадсон. Події гри розгортаються по всьому світу: в Північній і Південній Америці, Туреччині, В'єтнамі, СРСР, Східному Берліні. У 1981 році Рассел Адлер, Алекс Мейсон і Френк Вудс були відправлені на пошуки Касіма Джаваді та Араша Кадівара, відповідальних за іранську кризу із заручниками. Завдяки розвідданим, отриманим в результаті допиту Касіма, група вистежує Араша в Туреччині. Араш хвалиться, що Персей був відповідальний за кризу із заручниками. Президент США Рональд Рейган дізнається про Персея та загрозу, яку він становить для Сполучених Штатів, і санкціонує «чорну операцію» щодо його пошуку. Джейсон Хадсон та Адлер завербували Мейсона, Вудса, Лоуренса Сімса, агента МІ-6 Хелен Парк та агента, відомого лише під ім'ям «Белл». У ході розслідування група з'ясовує, що Персей впровадився в операцію «Зелене світло», надтаємну американську програму, яка таємничо встановлювала нейтронні бомби у кожному великому європейському місті, щоб зупинити можливе радянське вторгнення. Побоюючись, що Персей використовуватиме мережу сплячих агентів Микити Драговича, команда проникає до штаб-квартири КДБ, щоб отримати список сплячих агентів і перетнутися зі Львом Кравченком та Імраном Захаєвим. Команда дізнається, що вчений операції «Зелене світло» є одним із сплячих агентів і втік на Кубу. Команда вирушає туди, але невдалий план Белла призводить до того, що Лазар, або Парк помирають. Проте вони дізнаються, що Персею вдалося вкрасти коди детонації кожної бомби «Зеленого світла». Це означає, що він може знищити Європу та покласти провину на Сполучені Штати. Після порятунку Белл виявляється насправді другою людиною Персея, якого Араш застрелив у Туреччині через ревнощі. Белл був знайдений Адлером, і йому «промили мізки», змусивши повірити, що він був агентом ЦРУ та товаришем Адлера. Коли до Белла повернулася пам'ять, Адлер розпитує його про місцезнаходження штаб-квартири Персея. Тоді Белл повинен зробити вибір: зберегти вірність Персею і збрехати Адлеру, або зрадити Персея і видати його місцезнаходження. Якщо Белл вирішить залишитися вірним Персею, вони заманять команду в пастку. Якщо Белл відмовиться вбити команду, він буде страчений Адлером, але ядерні бомби все одно вибухнуть. Якщо Белл дасть сигнал до атаки, то сили Персея вийдуть із засідки і почнуть перестрілку з командою Адлера. Після вбивства всіх колишніх союзників, Белл, перебуваючи у будівлі відділу пропаганди, вб'є Адлера, після чого Персей дасть можливість активувати ядерні заряди в Європі. Європа буде спустошена вибухами, а громадська думка про Сполучені Штати різко впаде. ЦРУ змушене буде стерти існування Адлера та його команди у спробі приховати участь Сполучених Штатів у операції «Зелене світло». Персей вихваляється, що його агенти в Європі скористаються хаосом, щоб проникнути в кожен європейський уряд і налаштувати їх проти США, тоді як його агенти в Сполучених Штатах продовжуватимуть підривати країну. Якщо Белл вирішить зрадити Персея і допомогти ЦРУ, вони разом із командою нападуть на штаб Персея та знищать передавачі, необхідні для надсилання сигналу детонації. Після провалу операції «Зелене світло» Персей сховається. Адлер присягне продовжувати переслідувати його і знищити його шпигунську мережу. Пізніше Адлер виведе Белла на приватну бесіду і подякує Беллі за допомогу, запевняючи його, що вони вирішили виступити проти Персея з власної волі, і що вони герої. Потім Адлер визнає, що Белл має бути усунений як «вільний кінець», і обидва витягнуть пістолети, хоча результат залишиться неоднозначним.

## Нотатки
1. ↑  Additional work by High Moon Studios, Beenox, Activision Shanghai, and Sledgehammer Games[1]